# Lesbianas en la Resistencia
Lesbianas en la Resistencia (LR) fue una organización LGBT+ de Argentina que estuvo activa entre 1995 y 1997, integrada por activistas lesbianas.
El objetivo principal de la organización era participar con un perfil artístico en el movimiento de derechos humanos, puntualmente en Madres de Plaza de Mayo, para impulsar la visibilidad lésbica.
Entre las activistas que integraron el grupo se encuentran Claudia Krist, Mónica Pavicich, Mónica Santino y Gabriela Sosti. Tuvieron su sede en el local de las Madres de Plaza de Mayo, ubicado en Hipólito Yrigoyen 1584, ciudad de Buenos Aires.

## Conformación
Lesbianas por la Resistencia fue creada en 1995. Por entonces el movimiento de homosexuales varones había logrado una considerable visibilidad, con varios referentes muy conocidos por la opinión pública, como Carlos Jáuregui, mientras que el lesbianismo seguía postergado e invisibilizado.
Varias militantes lésbicas estaban por entonces participando en talleres de reflexión y en actividades feministas, desde donde sintieron la necesidad de organizarse como grupos específicamente de lesbianas, con el fin de visibilizar el lesbianismo y sus reclamos.
Argentina transitaba entonces lo que se conoció como el "menemismo", durante el cual se produjo un cambio económico y social profundo bajo el signo del liberalismo, durante el cual aumentó mucho la desocupación, la precariedad laboral y la criminalidad. En materia de derechos humanos los gobiernos de Raúl Alfonsín y Carlos Menem habían dictado una serie de normas conocidas como las "leyes de impunidad" que habían liberado e impedido seguir juzgando a los militares que habían cometido delitos de lesa humanidad durante la última dictadura.
En ese contexto Claudia Krist, Mónica Pavicich, Mónica Santino y Gabriela Sosti, se propusieron un tipo de militancia que, desde el lesbianismo y mediante un arte popular, estuviera comprometida con las luchas y marchas por los derechos humanos, y puntualmente con las luchas de las Madres de Plaza de Mayo. Eligieron como nombre de su grupo el de Lesbianas en la Resistencia, vinculando así ambos campos de militancia.

Teníamos muchas coincidencias en cuál era la forma de visibilizarnos, o dónde nos sentíamos más cómodas. El decir solamente ‘soy lesbiana’ no era suficiente; era muy importante, pero había que agregarle todo ese contexto.
Mónica Santino

## Intervenciones
LR enfocó su militancia a partir de intervenciones artísticas de contenido político en las marchas y actividades de derechos humanos. En sus dos años de actividad realizó cuatro intervenciones, una de las cuales no ha quedado documentada.
- "La cárcel" el 10 de diciembre de 1995
- "El inodoro" el 24 de marzo de 1996
- "El monstruo" el 10 de diciembre de 1996

### "La cárcel"
"La cárcel" fue presentada en la 15va Marcha de la Resistencia del 10 de diciembre de 1995.
El grupo construyó una estructura sobre ruedas de grandes dimensiones simulando una cárcel con varios muñecos de tamaño normal que representaban a los militares de la última dictadura. La obra fue colocada en el centro de la plaza y avanzó luego al paso de la multitud.
Para hacer la obra el grupo recurrió a materiales de descarte o basura, no solo por falta de recursos sino por una actitud estética. La cabeza de los muñecos fue hecha con telgopor, la
vestimenta con ropa usada y los cuerpos con los tubos de telas tomados de los deshechos de los comercios textiles del barrio de Once.
La obra permitió que la gente hiciera catarsis insultando a los muñecos-genocidas.

### "El inodoro"
"El inodoro" fue presentada en la marcha del 24 de marzo de 1996 y tuvo como lema de cabecera “Caguemos a la dictadura”.
En esta oportunidad LR construyó una estructura de tres metros de altura, colocada en Plaza de Mayo representando un enorme inodoro. La gente era invitada a escribir en pedazos de papel higiénico qué cosas detestaba de la dictadura y tirarlos luego al inodoro.
La intervención incluyó un volante con el texto siguiente:

24 de marzo de 1976. Ni olvido ni perdón. A evacuar la represión. Baño de las FFAA. Siempre al fondo a la derecha. Abierto las 24 hrs. A 20 años del golpe caguemos a la dictadura. Lesbianas en la resistencia.

### "El monstruo"
"El monstruo" fue presentada en la marcha del 10 de diciembre de 1996.
LR construyó una estructura de unos siete metros de largo representando un gran parásito patológico con forma de gusano llamado "capitalismus falocéntricus terrorum".
La intervención incluyó un cartel informativo con el texto siguiente:

Capitalismus Falocéntricus Terrorum.

Parásito polimorfo, multifacético, massmediático. Plaga intercontinental con simbiosis en el patriarcadus. En proliferación constante y amplia expansión.

Hábitat: los intestinos del poder y sus esbirros.

Alimento: la sangre del pueblo

Modus faciendi: diverso. Desde leyes de flexibilización laboral, despidos masivos, sueldos y jubilaciones de hambre, privatizaciones truchas, empobrecimiento de la cultura, banalización de la vida, hasta guerras, encarcelamientos, torturas, muertes clandestinas y desapariciones de personas.

Síntomas de la enfermedad: Amnesia crónica. Delirio jerárquico de posesión y propiedad de cosas y personas. Exacerbación del yo y del show individualista. Fiebre consumista. Obsecuencia. Incontinencia profusa (se caga en el prójimo). Asepsia.

Secuelas: estado de miseria generalizado.

Acciones colaterales: miedo. Parálisis. Impotencia. Desesperanza. Escepticismo y alienación.Secuelas: estado de miseria generalizado.

Antídoto y profilaxis: campaña de vacunación masiva de vida, poesía y solidaridad para la revolución.

Mirada, denuncia y responsabilidad para un amanecer de mujeres y hombres LIBRES

## Conceptos teóricos
LR replanteó las formas de la militancia LGBT+ y los lugares en que se desarrollaba esa militancia.
Para LR la visibilidad lésbica no debía ser un objetivo en sí mismo, sino una consecuencia de la militancia social en luchas y lugares no enfocados hacia la problemática LGBT+.

Teníamos muchas coincidencias
en cuál era la forma de visibilizarnos, o dónde nos sentíamos más cómodas. El decir solamente ‘soy lesbiana’ no era suficiente; era muy importante, pero había que agregarle todo ese
contexto”.
Mónica Santino

Las integrantes de LR recurrieron además al arte como modo y herramienta de comunicación:

La idea era que la forma de intervenir no fuera a través del discurso político. En todo caso, que el discurso político estuviera atravesado por alguna de las formas de lo artístico. Y nos parecía que lo plástico era lo más contundente, más potente que la palabra
Gabriela Sosti

Una de las características principales de las reformas de la década del '90 fue el crecimiento de la precariedad de las condiciones de vida y trabajo. LR hizo de la precariedad y el reciclado un lenguaje estético y un mensaje militante. 
Según Sosti:

Más allá de que no teníamos guita, pensamos lo efímero, el lugar de la pobreza, el lugar del desecho,
porque eran objetos desechables.

La participación de Lesbianas en la Resistencia en las luchas y manifestaciones masivas contra la impunidad de las violaciones de derechos humanos durante la última dictadura cívico-militar fue una novedad, que dio origen a una conexión fructífera entre ambos movimientos.